# Матвіїська сільська рада
Матві́їська сільська́ ра́да — адміністративно-територіальна одиниця та орган місцевого самоврядування в Володарському районі Київської області. Адміністративний центр — село Матвіїха.

## Загальні відомості
Матвіїська сільська рада утворена в 1923 році.
- Територія ради: 36,022 км²
- Населення ради: 736 осіб (станом на 2001 рік)
- Територією ради протікає річка Торц

## Історія
Київська обласна рада рішенням від 28 листопада 2013 року у Володарському районі перейменувала Матвіїхівську сільську раду на Матвіїську.

## Населені пункти
Сільській раді підпорядковані населені пункти:
- с. Матвіїха
- с. Лихачиха

## Склад ради
Рада складалася з 14 депутатів та голови.
- Голова ради: Шаповалюк Олександр Олексійович

### Керівний склад попередніх скликань
| Прізвище, ім'я, по батькові     | Основні відомості                                                         | Дата обрання | Дата звільнення |
| ------------------------------- | ------------------------------------------------------------------------- | ------------ | --------------- |
| Шавконюк Ігор Савович           | Сільський голова, 1966 року народження, член Української Народної Партії  | 26.03.2006   | 31.10.2010      |
| Шаповалюк Олександр Олексійович | Сільський голова, 1961 року народження, освіта вища, член Партії регіонів | 31.10.2010   |                 |

Примітка: таблиця складена за даними джерела

### Депутати
За результатами місцевих виборів 2010 року депутатами ради стали:

#### За суб'єктами висування
| Суб'єкт висування                 | Кількість обраних депутатів | %    |
| --------------------------------- | --------------------------- | ---- |
| Партія регіонів                   | 10                          | 71,4 |
| Народна партія                    | 3                           | 21,4 |
| Політична партія «Сильна Україна» | 1                           | 7,1  |

#### За округами
| № округу                          | Прізвище, ім'я, по батькові  | Дата визнання обраним | Освіта             | Партійна приналежність | Відомості про обраного депутата                 |
| --------------------------------- | ---------------------------- | --------------------- | ------------------ | ---------------------- | ----------------------------------------------- |
| Народна Партія                    |                              |                       |                    |                        |                                                 |
| 2                                 | Салій Наталія Йосипівна      | 01.11.2010            | вища               | член Народної партії   | Матвіїська сільська рада, секретар              |
| 4                                 | Салій Микола Іванович        | 01.11.2010            | вища               | член Народної партії   | Володарська районна насіннева інспекція, голова |
| 5                                 | Пономаренко Марія Миколаївна | 01.11.2010            | середня            | член Народної партії   | Матвіїська сільська рада, землевпорядник        |
| Партія регіонів                   |                              |                       |                    |                        |                                                 |
| 1                                 | Петрук Любов Іванівна        | 01.11.2010            | середня            | член Партії регіонів   | тимчасово не працює                             |
| 6                                 | Гулик Іванна Романівна       | 01.11.2010            | вища               | член Партії регіонів   | Матвіїська школа, вчитель                       |
| 7                                 | Шаповалюк Ганна Романівна    | 01.11.2010            | вища               | член Партії регіонів   | Матвіїська школа, вчитель                       |
| 8                                 | Фещенко Олександр Іванович   | 01.11.2010            | середня спеціальна | член Партії регіонів   | ТОВ «Орбіта», водій                             |
| 9                                 | Масюк Алла Василівна         | 01.11.2010            | вища               | член Партії регіонів   | тимчасово не працює                             |
| 10                                | Шинкарук Ольга Василівна     | 01.11.2010            | середня            | член Партії регіонів   | Магазин с. Матвіїха, продавець                  |
| 11                                | Ткачук Оксана Петрівна       | 01.11.2010            | середня            | член Партії регіонів   | тимчасово не працює                             |
| 12                                | Савченко Ігор Станіславович  | 01.11.2010            | середня            | член Партії регіонів   | тимчасово не працює                             |
| 13                                | Чернюк Віктор Васильович     | 01.11.2010            | середня            | член Партії регіонів   | тимчасово не працює                             |
| 14                                | Музичук Наталія Іванівна     | 01.11.2010            | середня            | член Партії регіонів   | тимчасово не працює                             |
| Політична партія «Сильна Україна» |                              |                       |                    |                        |                                                 |
| 3                                 | Кондратюк Анатолій Іванович  | 01.11.2010            | вища               | позапартійний          | ІП «ДОРФ», агроном                              |